# From the Cradle
From the Cradle е блус албум на Ерик Клептън, издаден през 1994. Албумът печели награда „Грами“ за най-добър албум в жанра традиционен блус и е номиниран за албум на годината.

## Песни
1. Blues Before Sunrise (Carr) – 2:58
2. Third Degree (Boyd/Dixon) – 5:07
3. Reconsider Baby (Fulson) – 3:20
4. Hoochie Coochie Man (Dixon) – 3:16
5. Five Long Years (Boyd) – 4:47
6. I'm Tore Down (Thompson) – 3:02
7. How Long Blues (Carr) – 3:09
8. Goin' Away Baby (Lane) – 4:00
9. Blues Leave Me Alone (Lane) – 3:36
10. Sinner's Prayer(Fulson/Glenn) – 3:20
11. Motherless Child (Traditional) – 2:57
12. It Hurts Me Too (James) – 3:17
13. Someday after a While (King/Thompson) – 4:27
14. Standin' Round Crying (Waters) – 3:39
15. Driftin' (Brown/Moore/Williams) – 3:10
16. Groaning The Blues (Dixon) – 6:05

## Музиканти
- Ерик Клептън – китара и вокали
- Анди Фейруедър-Лоу – китара
- Джери Портной – хармоника
- Дейв Бронз – бас-китара
- Джим Келтнер – барабани
- Крис Стайнтон – клавишни
- Роди Лоримър – тромпет
- Саймон Кларк – баритон-саксофон
- Тим Сандърс – тенор-саксофон
- Ричард Хейуърд – перкусии на How Long Blues